# STC Blau-Weiß Solingen
Der STC Blau-Weiß Solingen ist ein deutscher Badmintonverein aus Solingen (Nordrhein-Westfalen). Er wurde 1951 gegründet und hat derzeit 200 Mitglieder.

## Geschichte
Der Verein ist der älteste noch existierende Badmintonverein Deutschlands. 1958 wurde der Verein deutscher Mannschaftsmeister. Im gleichen Jahr gewannen Gisela Ellermann und Hannelore Schmidt auch zwei Titel bei den German Open. Von 1977 an spielte Solingen acht Jahre lang in der 1. Bundesliga. 1991 und 2010 stieg man in die 2. Bundesliga auf. Zahlreiche weitere Medaillen wurden in den Einzeldisziplinen errungen, darunter auch 20 deutsche Meistertitel.

## Erfolge
| Saison    | Veranstaltung                     | Disziplin    | Platz | Name |
| --------- | --------------------------------- | ------------ | ----- | --- |
| 1952/1953 | Deutsche Einzelmeisterschaft      | Mixed        | 1     | Heinz Koch / Hannelore Schmidt (STC Blau-Weiß Solingen)                                                           |
| 1953/1954 | Deutsche Einzelmeisterschaft      | Dameneinzel  | 1     | Hannelore Schmidt (STC Blau-Weiß Solingen)                                                                        |
| 1954/1955 | Deutsche Einzelmeisterschaft      | Dameneinzel  | 1     | Hannelore Schmidt (STC Blau-Weiß Solingen)                                                                        |
| 1955/1956 | Deutsche Einzelmeisterschaft      | Mixed        | 1     | Heinz Koch / Hannelore Schmidt (STC Blau-Weiß Solingen)                                                           |
| 1955/1956 | Deutsche Einzelmeisterschaft      | Herrendoppel | 1     | Heinz Koch / Kurt Veller (STC Blau-Weiß Solingen)                                                                 |
| 1955/1956 | Deutsche Einzelmeisterschaft      | Damendoppel  | 1     | Gisela Ellermann / Hannelore Schmidt (Blau-Weiß Solingen)                                                         |
| 1955/1956 | Deutsche Einzelmeisterschaft      | Dameneinzel  | 1     | Hannelore Schmidt (STC Blau-Weiß Solingen)                                                                        |
| 1956/1957 | Deutsche Einzelmeisterschaft      | Damendoppel  | 1     | Gisela Ellermann / Hannelore Schmidt (STC Blau-Weiß Solingen)                                                     |
| 1956/1957 | Deutsche Einzelmeisterschaft      | Dameneinzel  | 1     | Hannelore Schmidt (STC Blau-Weiß Solingen)                                                                        |
| 1957/1958 | Deutsche Einzelmeisterschaft      | Damendoppel  | 1     | Gisela Ellermann / Hannelore Schmidt (STC Blau-Weiß Solingen)                                                     |
| 1957/1958 | Deutsche Einzelmeisterschaft      | Dameneinzel  | 1     | Hannelore Schmidt (STC Blau-Weiß Solingen)                                                                        |
| 1957/1958 | Deutsche Einzelmeisterschaft      | Mixed        | 1     | Heinz Koch / Hannelore Schmidt (STC Blau-Weiß Solingen)                                                           |
| 1957/1958 | Deutsche Mannschaftsmeisterschaft | Mannschaft   | 1     | STC Blau-Weiß Solingen (Heinz Koch, Kurt Veller, Erich Rakowski, Walter Ern, Hannelore Schmidt, Gisela Ellermann) |
| 1958      | German Open                       | Damendoppel  | 1     | Gisela Ellermann / Hannelore Schmidt (STC Blau-Weiß Solingen)                                                     |
| 1958      | German Open                       | Dameneinzel  | 1     | Gisela Ellermann (STC Blau-Weiß Solingen)                                                                         |
| 1958/1959 | Deutsche Einzelmeisterschaft      | Dameneinzel  | 1     | Hannelore Schmidt (STC Blau-Weiß Solingen)                                                                        |
| 1958/1959 | Deutsche Einzelmeisterschaft      | Mixed        | 1     | Konrad Hapke / Gisela Ellermann (Merscheider TV / STC Blau-Weiß Solingen)                                         |
| 1959/1960 | Deutsche Einzelmeisterschaft      | Dameneinzel  | 1     | Hannelore Schmidt (STC Blau-Weiß Solingen)                                                                        |
| 1961/1962 | Deutsche Einzelmeisterschaft      | Damendoppel  | 1     | Hannelore Schmidt / Irmgard Latz (STC Blau-Weiß Solingen / Krefelder BC)                                          |
| 1978/1979 | Deutsche Einzelmeisterschaft      | Herrendoppel | 1     | Bernd Wessels / Ulrich Rost (STC Blau-Weiß Solingen)                                                              |
| 1981/1982 | Deutsche Einzelmeisterschaft      | Mixed        | 1     | Harald Klauer / Ingrid Morsch (1. DBC Bonn / STC Blau-Weiß Solingen)                                              |
| 1982/1983 | Deutsche Einzelmeisterschaft      | Mixed        | 1     | Harald Klauer / Ingrid Morschr (1. DBC Bonn / STC Blau-Weiß Solingen)                                             |
| 1983/1984 | Deutsche Einzelmeisterschaft      | Dameneinzel  | 1     | Heidi Krickhaus (STC Blau-Weiß Solingen)                                                                          |